# Bernat de Vilert
Bernat (o Berenguer) de Vilert (? - 8 de maig de 1291) fou bisbe de Girona. Quan fou elegit era canonge de la catedral de Girona i aquesta elecció fou poc temps després de la mort del seu antecessor, Pere de Castellnou, ja que assistí al Concili de la Tarraconense celebrat el 1279 per l'arquebisbe Bernat d'Olivella, al qual també assistiren els bisbes Arnau de Barcelona, Ramon de Vic, Guillem de Lleida, Pere d'Urgell, Arnau de Tortosa, Pere de Saragossa, Jaume d'Osca i Gisbert de València a més d'altres abats i prelats. Aquell sínode es feu per a escriure al papa Nicolau III sobre la canonització de Raimon de Penyafort, acte sense els efectes desitjats per l'enemistat que el papa tenia amb el rei Pere el Gran d'Aragó, perquè no li acudia amb el cens a que s'havia obligat al seu avi Pere el Catòlic i per la conquesta de Sicília. També assistí al sínode Tarraconense celebrat el 1282. Sofrí com a bisbe el setge de Girona (1285) per part de l'exèrcit francès, amb la miraculosa intervenció de Sant Narcís.